# Dôme de glace

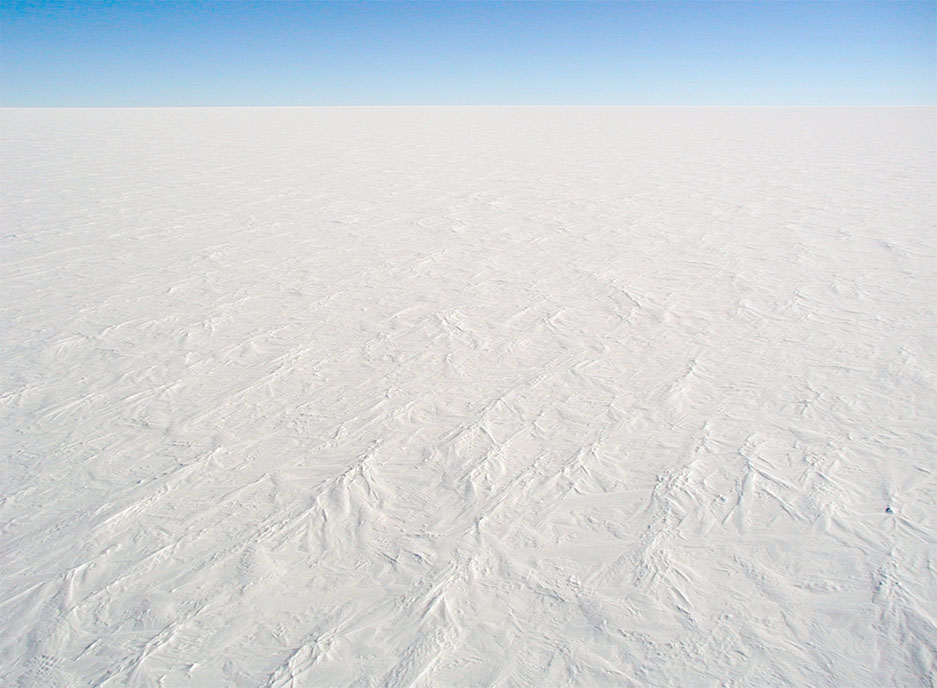
Vue aérienne du dôme C en Antarctique sur lequel est installée la base antarctique Concordia.

Un dôme de glace est un relief peu marqué qui se rencontre sur les glaciers de très grandes dimensions tels les inlandsis, les calottes glaciaires ou encore les champs de glace. Ils forment les points hauts de ces glaciers desquels divergent les grands courants glaciaires qui évacuent la glace en direction des fronts glaciaires.
Le dôme de glace le plus élevé est le dôme A situé dans l'Antarctique oriental avec une altitude de plus de 4 000 mètres.